# Mihály Tóth
Mihály Tóth   (Budapest i Bezdan, 14 de setembre de 1926 - Budapest, 7 de març de 1990), nascut Mihalj Tot (Михаљ Тот) a la vila de Bezdan, Regne de Serbis, Croats i Eslovens, fou un futbolista hongarès de la dècada de 1950.
Jugava en la demarcació d'extrem esquerre, defensant els colors del club Újpesti Dózsa amb el qual guanyà la lliga hongaresa de 1959-60. Amb la selecció hongaresa disputà el Mundial de 1954.